# Кожино (село, Рузский городской округ)

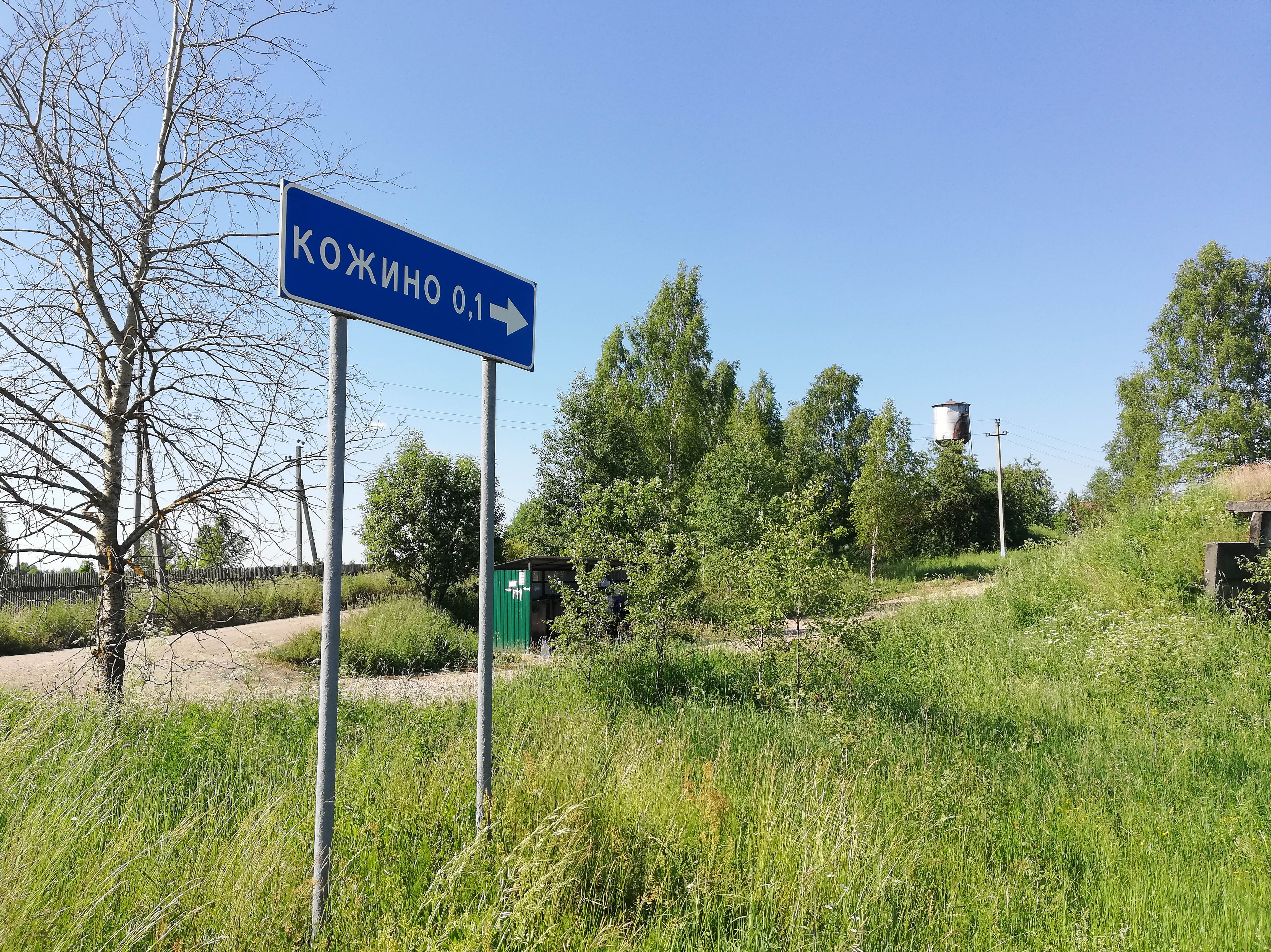
Указатель поворота на Кожино

Кожино — деревня в Рузском районе Московской области, входящая в состав сельского поселения Старорузское. Население — 30 жителей на 2006 год. До 2006 года Кожино входило в состав Старорузского сельского округа.
Деревня расположена в юго-восточной части района, по правому берегу Москва-реки, примерно в 16 км к юго-востоку от Рузы, высота центра деревни над уровнем моря 180 м. Ближайшие населённые пункты — Белобородово и Марс в 0,5 км на запад и восток соответственно, Хрущёво — на противоположном берегу реки. Через деревню проходит региональная автодорога 46К-1152 Звенигород — Колюбакино — Нестерово.